# فرانسوا گئورگیان
فرانسوا گئورگیان (فرانسوی: François Kevorkian‎؛ زادهٔ ۱۰ ژانویهٔ ۱۹۵۴) تهیه‌کننده موسیقی و دی‌جی فرانسوی ارمنی‌تبار است.

## زندگی‌نامه
وی در ۱۰ اکتبر ۱۹۵۴ در ردز به دنیا آمد.